# ماريا أنتونيا من البرتغال
ماريا أنطونيا (أنتونيا) دي براغانزا (بالبرتغالية: Maria Antónia Adelaide Camila Carolina Eulália Leopoldina Sofia Inês Francisca de Assis e de Paula Micaela Rafaela Gabriela Gonzaga Gregória Bernardina Benedita Andrea‏) (28 نوفمبر 1862 - 14 مايو 1959) هي انفانتا برتغالية، وأيضا أصبحت دوقة بارما بعد زوجها من روبرت دوق بارما كونها زوجته الثانية، هي الابنة الصغرى لـ مخلوع ميغيل الأول ملك البرتغال وزوجته أديلايد من لوفنشتاين-فيرتهايم-روزنبرغ، استطعت انجاب لـ زوجها 12 ابناً، بما في ذلك الإمبراطورة زيتا التي عاشت معها في المنفى، وبعد وفاة زوجها وخاصة أثناء الحرب خارج أوروبا، وبعد انتهاء الحرب رجعت إلى أوروبا، وعاشت ما تبقى من حياته في كنف أحد أبنائها، حتى توفيت من العمر يناهز 96.

## الأبناء
تزوجت ماريا أنطوانيا من روبرت في 15 أكتوبر 1884، وبالفعل انجبت له 12 أبناً كـ زوجته السابقة التي هي آخر أنجبت له 12 ابنا؛ منهم:-
- سيكستوس دي بوربون-بارما (1934-1886) هو أمير بوربون-بارما.
- كزافييه، دوق بارما (1977-1889) هو رئيس الأسرة منذ عام 1974 حتى وفاته، وأيضا كان كارلي مطالب بالعرش الإسباني.
- زيتا دي بوربون-بارما (1989-1892) هي إمبراطورة النمسا بزواجها من كارل الأول هابسبورغ أخر أباطرة النمسا.
- الأمير فليكس دي بوربون-بارما (1970-1893)؛ كان الدوق الأكبر للوكسمبورغ قرين بزواجه من تشارلوتا، هم أبناء خالة.